# Observe and Report
Observe and Report er en amerikansk komediefilm fra 2009, instrueret og skrevet af Jody Hill og med Seth Rogen og Anna Faris i hovedrollerne.

## Medvirkende
- Seth Rogen
- Anna Faris
- Ray Liotta
- Patton Oswalt
- Michael Peña
- Aziz Ansari
- Danny R. McBride